# Stenodus
Genre
Stenodus est un genre de poissons de la famille des Salmonidae.

## Liste des espèces
Selon GBIF (20 août 2023) :
- Stenodus leucichthys (Güldenstädt, 1772)
- Stenodus nelma (Pallas, 1773)

## Systématique
Le nom valide complet (avec auteur) de ce taxon est Stenodus Richardson, 1836.